# Takson polifiletyczny

Przykład taksonu polifiletycznego – zwierzęta stałocieplne

Takson polifiletyczny (grupa polifiletyczna) – sztuczny takson, który obejmuje organizmy pochodzące od różnych przodków i niebędące ze sobą spokrewnione, ale wykazujące podobieństwa budowy lub fizjologii na skutek konwergencji. Na przykład do zwierząt stałocieplnych zalicza się ssaki i ptaki niespokrewnione bezpośrednio. Po odkryciu polifiletycznego charakteru taksonu zwykle eliminowany jest on z systemów klasyfikacyjnych, choć funkcjonuje w znaczeniu potocznym (np. zwierzęta stałocieplne, glony).

## Literatura
- Colin Tudge, The Variety of Life. Oxford University Press, 2000, ISBN 0-19-860426-2.